# Gryt (naturreservat)
Gryt är ett naturreservat i Valdemarsviks kommun i Östergötlands län.
Området är naturskyddat sedan 1963 och är 435 hektar stort. Reservatet utgörs av sju delområden med öar, kobbar och skär i Gryts skärgård. Reservatet består av kala klippor, betesmarker och hällmarkstallskog.